# Rás al-Chajma
Rás al-Chajma (arabsky رأس الخيمة‎, „vrcholek přístřešku“) je město ve Spojených arabských emirátech, hlavní město emirátu Rás al-Chajma. V roce 2014 mělo téměř 246 tisíc obyvatel a bylo šesté největší v zemi. V minulosti bylo známé jako Džulfar.

## Geografie
Nachází se na severu země na pobřeží Perského zálivu. Zátokou je město rozděleno na starou a novou část. Je spojeno dálnicí s Dubajem. Ve městě je mezinárodní letiště a na jeho severním okraji námořní přístav, největší v zemi. Skládá z místních částí Al Qusaidat, Al Qurm, Al Nachil, Al Mamourah a Al Dhait.

## Historie

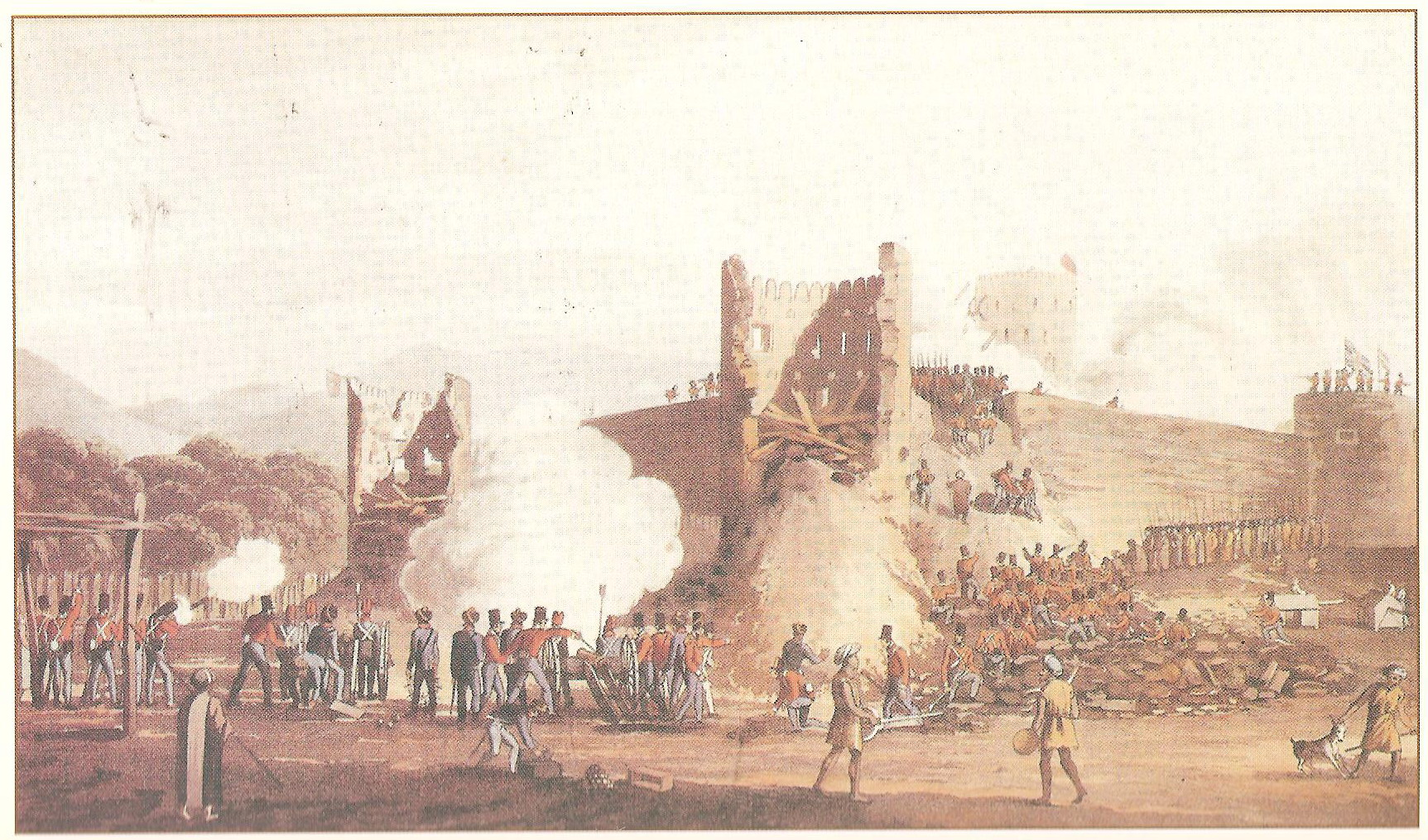
Dobytí pevnosti Dhayah Brity v roce 1819

Pobřeží v této oblasti bylo osídleno od doby bronzové, prošlo obdobím perské sásánovské vlády a po něm se zde usadila převážně muslimská komunita. Tehdy patřilo k nebezpečným územím pro obchodní lodě, nazývalo se Pirátské pobřeží.
Strategicky důležité opevněné sídlo na severu země, nejvyšší v emirátu Rás al-Chajma, se stalo místem dvoutýdenní bitvy během britské invaze do Perského zálivu v roce 1819. Do operace byly zapojeny tři válečné lodi, vedené kapitánem Collierem. Po ostřelování čtyřiadvacetiliberním dělem z válečné lodi HMS Liverpool se k útoku vylodily 3 000 pěších vojáků. Po krátkém obléhání dobře vyzbrojená britská vojska 9. prosince pevnost dobyla a pobořila.
Pád pevnosti připravil cestu k podpisu Všeobecné námořní smlouvy z roku 1820. Byla první z řady smluv mezi britskou vládou a šejky z let mezi lety 1820 a 1892. Stálé ofenzíva Britů vedla k vytvoření tzv. Truciálního pobřeží (Trucial coast), neformálního protektorátu, který skončil až 1. prosince 1971 vytvořením Spojených arabských emirátů, k nimž se Rás al-Chajma připojil jako sedmý 10. února 1972, pod vedením šejka Saqra Íbn Muhammada al-Qasimi (1918-2010).

## Současnost
Výrazný rozvoj hospodářství (technologie, keramický a farmaceutický průmysl) a školství se datuje od roku 2020. Město je sídlem dvou amerických univerzit.

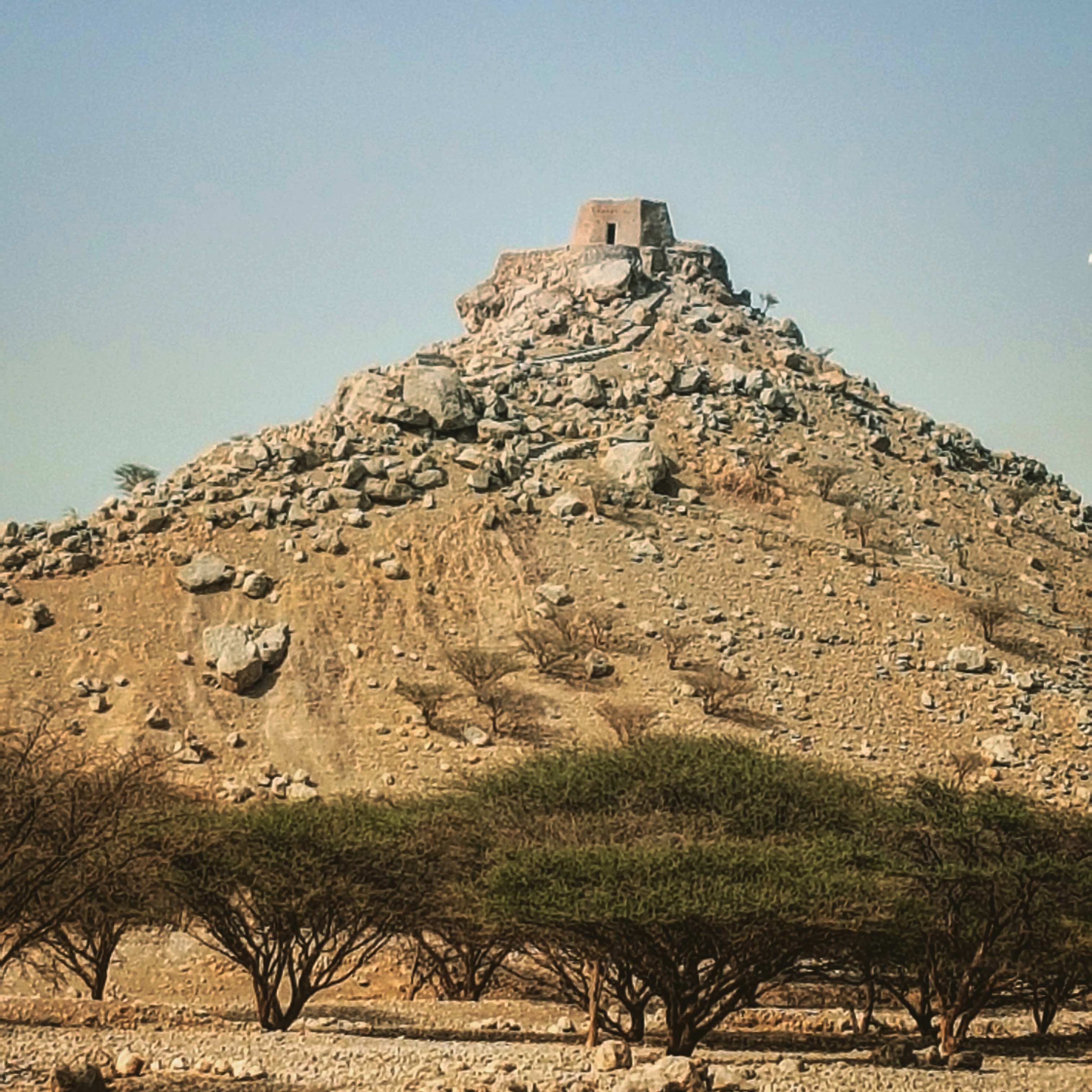
Zřícenina pevnosti Dhayah

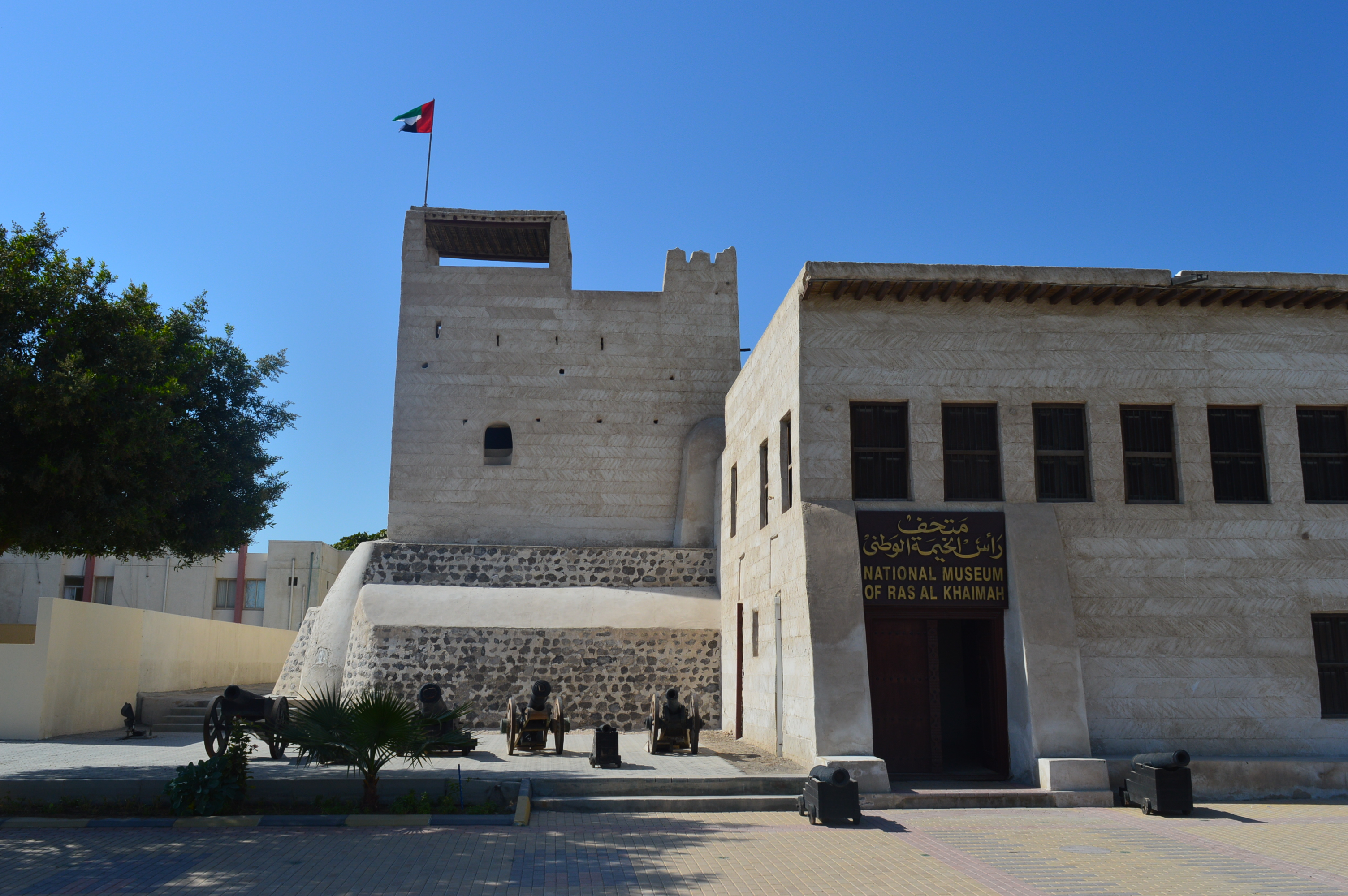
Národní muzeum

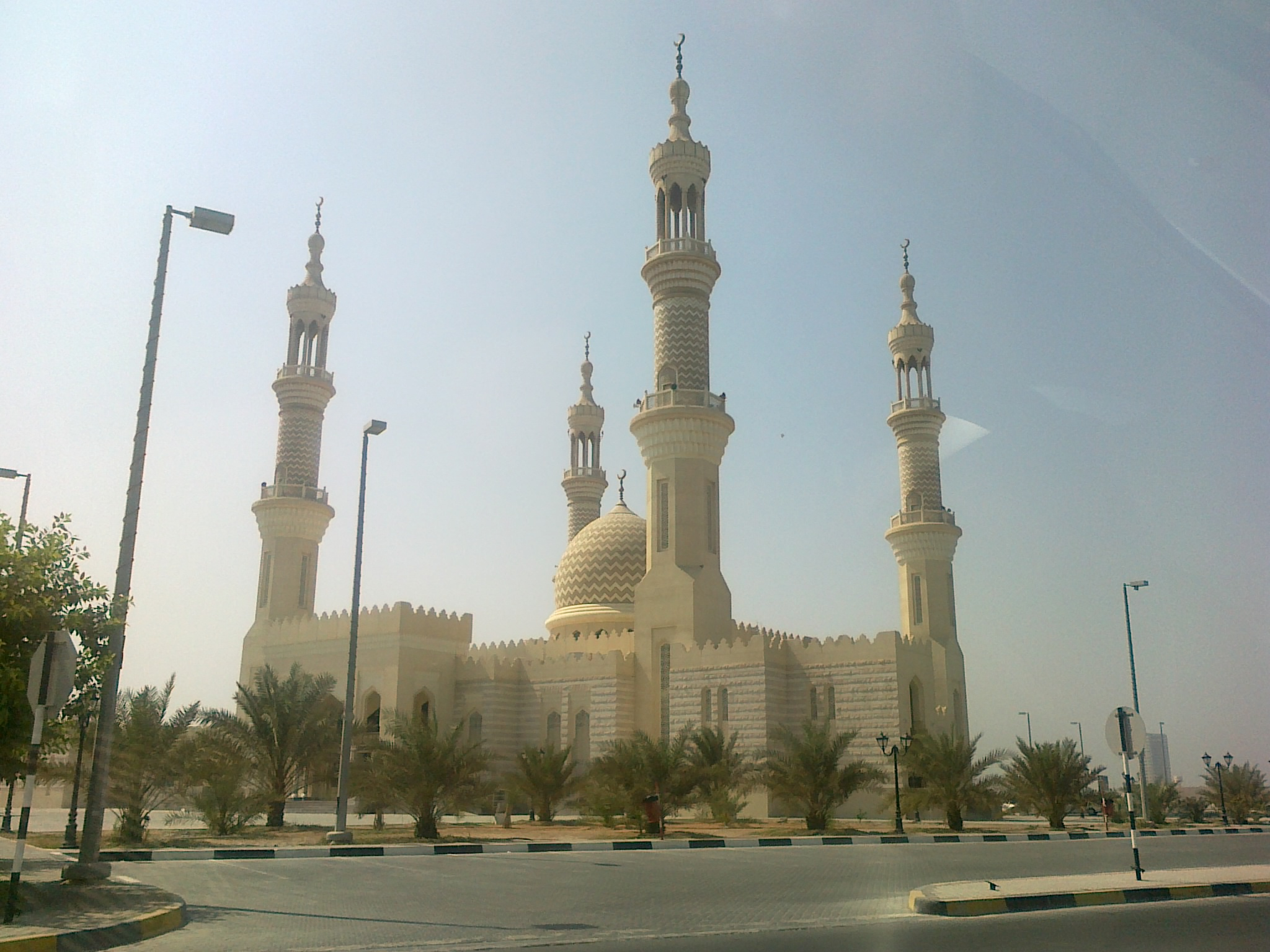
Mešita šejka Zayeda

## Obyvatelstvo
Vývoj počtu obyvatel zachycuje tabulka:
| rok  | způsob  | počet obyvatel |
| ---- | ------- | -------------- |
| 1975 | sčítání | 22 924         |
| 1980 | sčítání | 41 435         |
| 1985 | sčítání | 54 425         |
| 1995 | sčítání | 77 550         |
| 2005 | sčítání | 111 261        |
| 2010 | odhad   | 218 000        |
| 2013 | odhad   | 224 000        |
| 2014 | odhad   | 215 949        |

## Pamětihodnosti
- Dhayah (arabsky قلعة ضاية) – zřícenina arabské pevnosti z 18. století, postavené z mořského korálového kamene; byla pobořena Brity roku 1819; dvě drobné stavby byly opraveny a osídleny od roku 1906. Po obnovení v 90. letech 20. století jedna slouží jako Národní muzeum; vystavuje sbírky archeologické, zbraně a etnografické památky včetně kolekce stříbrných šperků.[2]; stavby mají přírodní vodní pramen. Pod nimi jsou situovány ještě zbytky cihlového opevnění.
- Mešita šejka Zayeda – novostavba z 80. let 20. století
- Kostel Panny Marie Bohorodičky ortodoxní církve
- staré město, řemeslnické dílny a tržiště (suk)
- Letní rezidence rodiny šejka Saqra Ibn Muhammada Al-Quasimi
- turistický resort se sítí hotelů[3]

## Sport
Mužský a ženský půlmaratón RAK se koná každoročně v únoru pod patronací Emira Saʿuda íbn Saqra al-Qasimi. Soukromý fotbalový klub Ras Al Khaimah Club v sezóně 2017-2018 zkrachoval.

## Osobnosti
- Ahmad ibn Mádžid (1435–1510?) – arabský mořeplavec a nautik, lodivod portugalského mořeplavce Vasca da Gamy
- Jiří Veselý (̈* 1997) – český tenista